# Hans Haering
Johannes Haering, genannt Hans Haering (* 13. Juni 1875 in Wüstenrot; † 18. Mai 1956 in Bremen), war ein deutscher Architekt, der hauptsächlich in Bremen wirkte.

## Biografie
Hans Haering wurde 1875 als Sohn des Pfarrers Paul Johann Haering und seiner Frau Eugenie im schwäbischen Wüstenrot geboren. Sein Vater wanderte 1876 in die USA aus, seine Mutter folgte mit ihrem Sohn wenige Monate später. Nach dem Tod seines Vaters 1885 kehrte die Familie nach Stuttgart zurück, wo Hans Haering dann später an der Technischen Universität Architektur studierte. In diesem Lebensabschnitt lebte er zeitweise mit seiner Mutter bei seinem Onkel, dem evangelischen Theologen Theodor von Haering.
Haering zog 1902 aus Stuttgart nach Bremen und arbeitete zunächst im Architekturbüro von Eduard Gildemeister, wo er an der Planung des Umbaus der Kunsthalle Bremen beteiligt war. Der Kontakt zu Eduard Gildemeister bestand durch die Jugendfreundschaft seiner Mutter Eugenie mit dem Architekten Gildemeister, die entstanden war, während dieser zwischen 1868 und 1870 an der TU in Stuttgart studiert hatte.
1904 war Haering zwischenzeitlich wohnhaft in Freiburg im Breisgau, möglicherweise beruflich tätig für das Büro Gildemeister. Noch im selben Jahr heiratete er Meta Plate in Rockwinkel im Bremer Landgebiet. 1906 machte er sich als Architekt in Bremen selbstständig. Er entwarf seither überwiegend freistehende Villen und Häuser in Oberneuland. Haering war ab 1907 Mitglied im Bund Deutscher Architekten (BDA). 1907 lebte Hans Haering mit seiner Frau und seiner zweijährigen Tochter Marianne in der Hohenlohestraße 38 in Bremen-Schwachhausen. Im selben Jahr entwarf er sein eigenes Haus in der Rockwinkeler Heerstraße 21 in Bremen-Oberneuland, das Merkmale niedersächsischer mit der englischen Landhausarchitektur des 19. Jahrhunderts verband. 1908 wurde sein Sohn Kurt Haering geboren, der später ebenfalls als Architekt tätig war. In der Reformzeit vor dem Ersten Weltkrieg nahm Haering 1909 mit zwei von ihm gestalteten Grabmälern an der Ausstellung für Friedhofskunst auf dem Doventorsfriedhof in Bremen teil. Im Krieg war er als Soldat an der Westfront. Sein Architekturbüro befand sich 1911 am Schüsselkorb 5/6, nach dem Ersten Weltkrieg dann in der Knochenhauerstraße 16/17. Im Zweiten Weltkrieg wurde sein Büro zerstört, sodass er zuletzt in seinem Privathaus in der Rockwinkeler Heerstraße 21 gearbeitet hat. Hans Haering verstirbt 1956 im Alter von 80 Jahren. Er wurde auf dem Friedhof St. Johann (Oberneuland) in Bremen beerdigt.

## Architektur und Stil
Während und nach seinem Studium in Stuttgart wurde Haering stark durch die süddeutsche Architektur geprägt, was sich durch seine ab 1895 erhaltenen Skizzenbücher nachvollziehen lässt. Mit norddeutscher und Bremer Architektur kam er erst mit seinem Umzug in die Hansestadt in Kontakt. Ab 1905 lässt sich auch sein konkretes Interesse an englischer Architektur nachweisen. Hans Haerings architektonischer Stil ab 1902 bis 1914 zeichnet sich durch eine Verbindung von Elementen des Heimatstils und Einflüssen des Werkbunds aus. Typisch für seine Architektur sind die Verwendung polygonaler Ausluchten, die häufig die Schauseite eines Gebäudes prägen, sowie die Einfassung von Giebeldreiecken mit Gesimsstreifen. Weitere charakteristische Merkmale sind eng gesprosste Fenster mit Sohlbänken, die oft durch Gesimsstreifen betont werden, und Dachgauben, die den meist pfannengedeckten Walmdächern Struktur verleihen. Seine Gebäude integrieren häufig Terrassen, die durch symmetrische Flügel oder polygonale Erker eingefasst werden. In den Fassaden integriert Haering oftmals Ornamentik ins Klinkermauerwerk. Viele dieser Elemente zeigt das Haus Lindenweg 14 in Oberneuland, welches Hans Haering 1914 fertigstellte: das eingeschossige, verputzte Einfamilienwohnhaus wird vor allem durch sein pfannengedecktes Walmdach gekennzeichnet. An der Schauseite rahmen zwei polygonale Ausluchten eine Terrasse ein, die vor dem über eine Treppe zugänglichen Eingangsbereich liegt. Die Fenster mit ihren eng gesetzten Sprossen und Sohlbänken werden durch Gesimsstreifen betont. Das Dachgeschoss ist ausgebaut und mit einer dominanten Dachgaube symmetrisch über der Eingangstür versehen. Ab 1922 realisiert Haering auch Reihenhäuser im Bremer Stadtgebiet wie die Häusergruppe „Am Weidedamm“ im Stadtteil Findorff. Hier gestaltet er sechs Häuser mit einer häuserübergreifend kohärenten Fassade.

## Bauwerke und Projekte

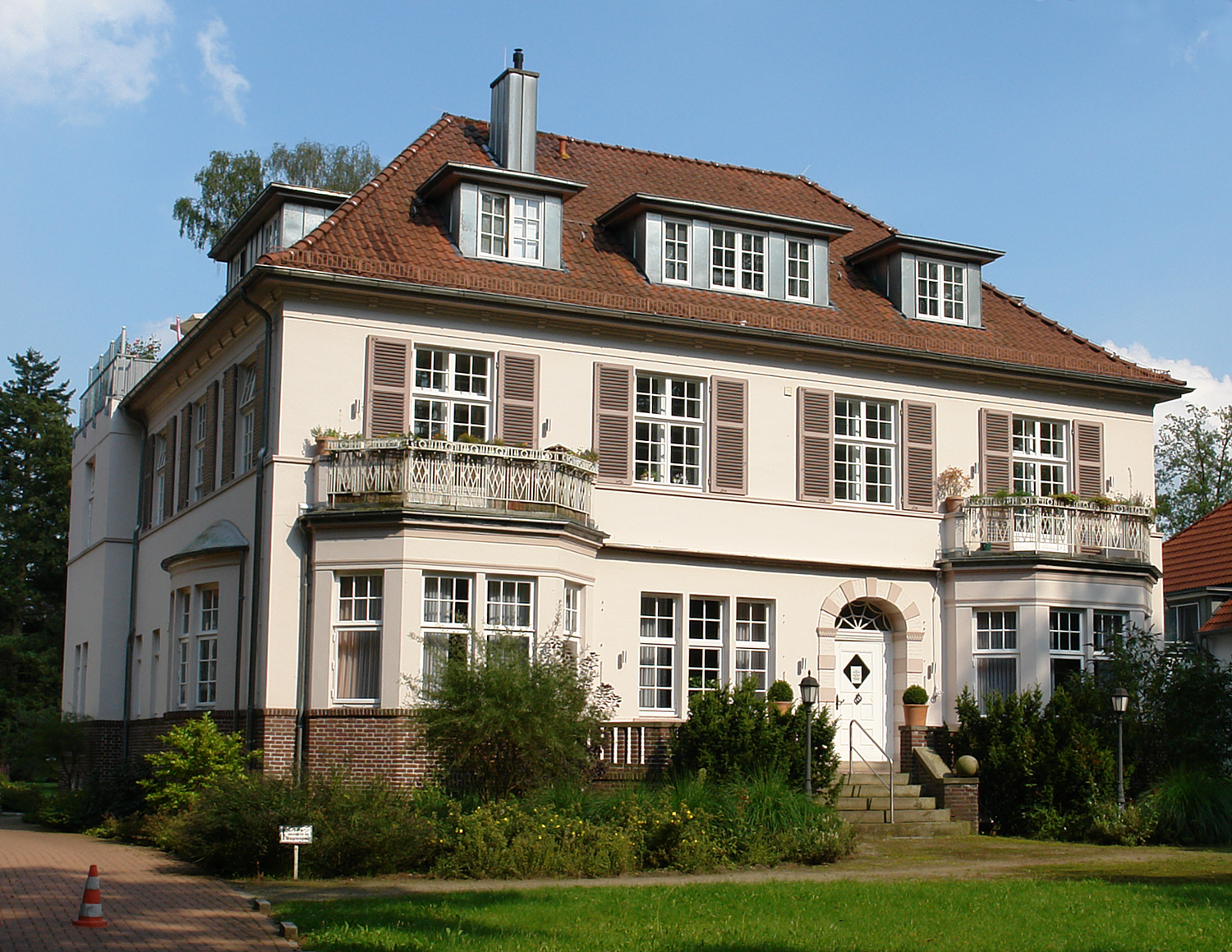
Haus Weltmann, 1913 für Konsul Carl Weltmann

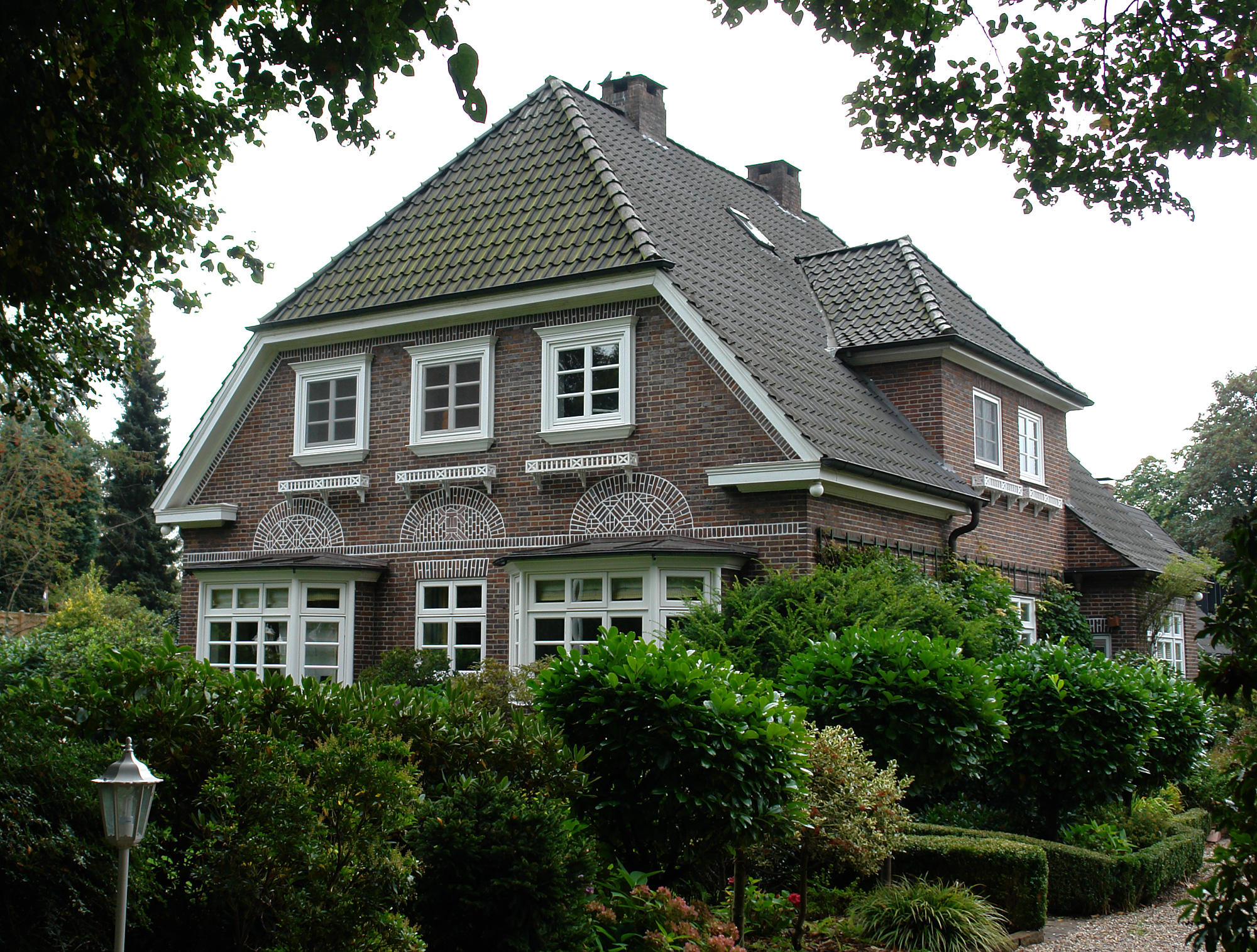
Wohnhaus Lindenweg 12, 1922

- 1907: Haus Haering, Rockwinkeler Heerstraße 21 in Bremen-Oberneuland[1][2][3]
- vor 1909: Wettbewerb Kurhaus Warnemünde[1]
- vor 1909: Landhaus Richter Dr. Schumacher in Bremen-Oberneuland (erhalten?)[1]
- vor 1909: Landhaus Julius Nielsen in Bremen-Oberneuland (erhalten?)[1][4]
- vor 1909: Roonstraße, Vorgartenritter (erhalten?)[1]
- vor 1909 Landhaus Carl Haake in Bremen-Rockwinkel (erhalten?)[1]
- 1909: Grabmalkunstausstellung Doventhorsfriedhof[5]
- 1911: Umbau von Haus Hoogenkamp, Oberneulander Landstraße 33 in Bremen-Oberneuland[6][2]
- 1911–1913: Haus Weltmann, Rockwinkeler Heerstraße 119 in Bremen-Oberneuland[6][2][7][8][9]
- 1912: Umbau des Wohnhauses Lindenweg 1 in Bremen-Oberneuland[6]
- 1912: Wohnhaus Lindenweg 5 in Bremen-Oberneuland (Abriss März 1991)[2]
- 1912: Oberneulander Landstraße 27/29, Hofmeierhaus und Remise auf dem Gelände der Klinik Hohenkamp[6][2]
- 1912: Umbau der Villa Arndt-Soltmann (Aufstockung), Rockwinkeler Heerstraße 111; zuvor 1911 die Errichtung zweier Nebenbauten durch Haering: Garage mit Gärtnerwohnung[6][2]
- 1914: Wohnhaus Lindenweg 14 in Bremen-Oberneuland[6][2]
- 1914: Wohnhaus Lindenweg 15 in Bremen-Oberneuland[6][2]
- 1920: Umbau des Bauernhauses Rockwinkeler Heerstraße 11/13 in Bremen-Oberneuland zum Wohnhaus[6][2]
- 1921–1922: Wohnhaus Lindenweg 12 in Bremen-Oberneuland[6][2]
- 1922: Hausgruppe Am Weidedamm 14–19[6]
- 1922–1923: Ehrenmal für die Gefallenen des I. Weltkriegs, Oberneulander Landstraße 37+41 in Bremen-Oberneuland[2]
- 1924–1925: Landhaus Krages, Marcusallee 11 in Bremen-Horn[6]
- 1925: Hartwigstraße 31, Einfamilienwohnhaus (siehe Bauakte)[6]
- 1926: Umbau der Oberneulander Apotheke, Rockwinkeler Heerstraße 19[6][2]
- 1928: Wohnhäuser Beethovenstraße 7/9 in Bremen-Schwachhausen[6]
- 1929–1930: Gemeindeamtshaus Oberneuland (heute Ortsamt und Polizeirevier), Mühlenfeldstraße 16[6][2]
- 1930: Kraftwagenhalle für des Wohnhauses Großbeerenstraße 28 in Bremen-Schwachhausen[6]
- 1930–1931: Haus Bömeke, Oberneulander Landstraße 91A in Bremen Oberneuland[6][2]
- 1937: Kraftwagenhalle für das Wohnhaus Großbeerenstraße 26 in Bremen-Schwachhausen[6]
- 1937: Pumpenhaus, Kastanienallee (vor Nr. 25) in Bremen-Burglesum
- 1950: Haus Reining, Hodenberger Straße 27 in Bremen-Oberneuland[6]
- 1955: Erweiterungsbau des Gemeindehauses Woltmershausen, Woltmershauser Straße 376[6]